# Neuroscience & Biobehavioral Reviews
Neuroscience & Biobehavioral Reviews (Abkürzung: Neurosci Biobehav Rev) ist eine wissenschaftliche Fachzeitschrift, die Publikationen aus Biopsychologie und den Neurowissenschaften eine Plattform bietet. Sie ist offizielles Organ der International Behavioral Neuroscience Society. Die Qualität der Beiträge wird durch Peer-Reviews gewährleistet. Herausgeber ist Elsevier.
Veröffentlicht werden systematische Übersichtsarbeiten und Rezensionen, darunter einerseits neurowissenschaftliche Übersichtsartikel, die sich der Psychologie des Verhaltens widmen, und anderseits verhaltenswissenschaftliche Arbeiten, die sich an neurowissenschaftlichen Perspektiven orientieren.

## Inhalt
Im Fokus stehen Rezensionen oder theoretische Arbeiten und Forschungsergebnisse über das Verhältnis von Gehirn und Verhalten im Allgemeinen und Neuropsychologie, kognitive Neurowissenschaft, Molekularbiologie und Genetik, aber auch die elektrischen und biochemischen Aktivitäten des Gehirns – sichtbar beispielsweise durch die funktionelle Magnetresonanztomographie – im Besonderen, sofern es sich um Übersichtsartikel handelt, die Einblick in die Beziehung zwischen Gehirn und Verhalten gewähren.
Empirische Arbeiten werden nicht veröffentlicht.
Abstracts finden sich in verschiedenen Datenbanken, die Zeitschrift wird indexiert u. a. von PubMed, MEDLINE, Scopus oder der Zitationsdatenbank namens Science Citation Index, die vom Institute for Scientific Information begründet wurde. Elsevier betreibt selbst eine eigene Online-Datenbank namens ScienceDirect.
Unter anderem listet die National Library of Medicine auf ihrer Website die neuesten Artikel der Zeitschrift und einige aus der jüngeren Vergangenheit. Auch die University of St Andrews hat auf ihrer Website eine gesonderte Unterseite eingerichtet, auf der sie über die Publikationen der Zeitschrift informiert.

## Bewertung
Nach eigenen Angaben lag der Impact Factor der Zeitschrift im Jahr 2020 bei 9.052. Für die Zitationsanalyse führte Elsevier im Jahr 2016 eine eigene Maßzahl für die in ihren Zeitschriften publizierten Artikel ein, welche – auf der Scopus-Datenbank beruhend – die durchschnittlichen Zitierungen der Publikationen pro Jahr angibt. Dieser Zitationsscore lag für die Zeitschrift Neuroscience & Biobehavioral Reviews bei 12.8 (Stand 2020). 